# Connor Krempicki
Connor Krempicki (Gelsenkirchen, 14 settembre 1994) è un calciatore tedesco con cittadinanza polacca, centrocampista del Magdeburgo.

## Carriera
Cresciuto nel settore giovanile dello Schalke 04, il 3 luglio 2013 viene tesserato dall'Hoffenheim II, con cui firma un biennale. Il 22 giugno 2015 passa al Viktoria Colonia; nel 2016 si trasferisce al Bonner, con cui disputa un'ottima stagione a livello individuale, con otto reti segnate.
Il 20 giugno 2017 viene firmato dall'Uerdingen 05; con il club di Krefeld conquista subito la promozione in 3. Liga, segnando una rete nella finale di ritorno dei play-off. Il 24 giugno 2019 passa al Duisburg, con cui firma un annuale; il 28 luglio 2020 rinnova per un'altra stagione con le Zebre.
Il 27 giugno 2021 viene tesserato dal Magdeburgo; dopo aver vinto subito il campionato di 3. Liga, il 30 maggio 2022 prolunga con il club biancazzurro. Il 17 giugno 2024 rinnova fino al 2026.

## Statistiche

### Presenze e reti nei club
Statistiche aggiornate al 4 maggio 2025.
| Stagione             | Squadra              | Campionato           | Campionato | Campionato | Coppe nazionali | Coppe nazionali | Coppe nazionali | Coppe continentali | Coppe continentali | Coppe continentali | Altre coppe | Altre coppe | Altre coppe | Totale | Totale | Totale |
| Stagione             | Squadra              | Comp                 | Pres       | Reti       | Comp            | Pres            | Reti            | Comp               | Pres               | Reti               | Comp        | Pres        | Reti        | Pres   | Reti   |        |
| -------------------- | -------------------- | -------------------- | ---------- | ---------- | --------------- | --------------- | --------------- | ------------------ | ------------------ | ------------------ | ----------- | ----------- | ----------- | ------ | ------ | ------ |
| 2013-2014            | Hoffenheim II        | RL                   | 19         | 1          | -               | -               | -               |                    | -                  | -                  |             | -           | -           | 19     | 1      |        |
| 2014-2015            | Hoffenheim II        | RL                   | 20         | 1          | -               | -               | -               |                    | -                  | -                  |             | -           | -           | 20     | 1      |        |
| Totale Hoffenheim II | Totale Hoffenheim II | Totale Hoffenheim II | 39         | 2          |                 | -               | -               |                    | -                  | -                  |             | -           | -           | 39     | 2      |        |
| 2015-2016            | Viktoria Colonia     | RL                   | 17         | 3          | CG              | 0               | 0               |                    | -                  | -                  |             | -           | -           | 17     | 3      |        |
| 2016-2017            | Bonner               | RL                   | 34         | 8          | -               | -               | -               |                    | -                  | -                  |             | -           | -           | 34     | 8      |        |
| 2017-2018            | Uerdingen 05         | RL                   | 31+2       | 4+1        | -               | -               | -               |                    | -                  | -                  |             | -           | -           | 33     | 5      |        |
| 2018-2019            | Uerdingen 05         | 3.L                  | 31         | 2          | -               | -               | -               |                    | -                  | -                  |             | -           | -           | 29     | 5      |        |
| Totale Uerdingen 05  | Totale Uerdingen 05  | Totale Uerdingen 05  | 62+2       | 6+1        |                 | -               | -               |                    | -                  | -                  |             | -           | -           | 64     | 7      |        |
| 2019-2020            | Duisburg             | 3.L                  | 17         | 1          | CG              | 1               | 0               |                    | -                  | -                  |             | -           | -           | 18     | 1      |        |
| 2020-2021            | Duisburg             | 3.L                  | 30         | 1          | CG              | 1               | 0               |                    | -                  | -                  |             | -           | -           | 31     | 1      |        |
| Totale Duisburg      | Totale Duisburg      | Totale Duisburg      | 47         | 2          |                 | 2               | 0               |                    | -                  | -                  |             | -           | -           | 49     | 2      |        |
| 2021-2022            | Magdeburgo           | 3.L                  | 33         | 6          | CG              | 1               | 0               |                    | -                  | -                  |             | -           | -           | 37     | 2      |        |
| 2022-2023            | Magdeburgo           | ZL                   | 24         | 1          | CG              | 1               | 0               |                    | -                  | -                  |             | -           | -           | 33     | 2      |        |
| 2023-2024            | Magdeburgo           | ZL                   | 21         | 4          | CG              | 1               | 1               |                    | -                  | -                  |             | -           | -           | 34     | 4      |        |
| 2024-2025            | Magdeburgo           | ZL                   | 18         | 1          | CG              | 1               | 0               |                    | -                  | -                  |             | -           | -           | 33     | 6      |        |
| Totale Magdeburgo    | Totale Magdeburgo    | Totale Magdeburgo    | 96         | 12         |                 | 4               | 1               |                    | -                  | -                  |             | -           | -           | 100    | 13     |        |
| Totale carriera      | Totale carriera      | Totale carriera      | 295+2      | 33+1       |                 | 6               | 1               |                    | -                  | -                  |             | -           | -           | 303    | 35     |        |

## Palmarès

### Club

#### Competizioni nazionali
- 3. Liga: 1

Magdeburgo: 2021-2022
- Fußball-Regionalliga: 1

Uerdingen 05: 2017-2018 (Regionalliga Sud-Ovest)